# بروس ای. اونز
بروس ای. اونز (انگلیسی: Bruce A. Evans؛ زادهٔ ۱۹ سپتامبر ۱۹۴۶) فیلم‌نامه‌نویس، کارگردان فیلم، تهیه‌کننده فیلم اهل ایالات متحده آمریکا است. وی از سال ۱۹۷۹ میلادی تاکنون مشغول فعالیت بوده است.

## فیلم‌شناسی
| سال  | نام                        | کارگردان | نویسنده | تهیه‌کنده  |
| ---- | -------------------------- | -------- | ------- | --------- |
| ۱۹۷۹ | A Man, a Woman, and a Bank | نه       | آری     | نه        |
| ۱۹۸۴ | آدم‌فضایی                   | نه       | آری     | Associate |
| ۱۹۸۶ | کنار من بمان               | نه       | آری     | آری       |
| ۱۹۸۷ | ساخت بهشت                  | نه       | آری     | آری       |
| ۱۹۹۲ | کافس                       | آری      | آری     | نه        |
| ۱۹۹۵ | آدم‌کش‌ها                    | نه       | نه      | آری       |
| ۱۹۹۵ | جزیره کاتروت               | نه       | آری     | نه        |
| ۱۹۹۷ | جنگل ۲ جنگل                | نه       | آری     | نه        |
| ۲۰۰۷ | آقای بروکس                 | آری      | آری     | نه        |